# El pacte (pel·lícula de 2006 dirigida per Renny Harlin)
El pacte (títol original en anglès: The Covenant) és una pel·lícula estatunidenca de terror sobrenatural del 2006 dirigida per Renny Harlin i escrita per J.S. Cardone. Ha estat doblada al català.

## Argument
Els privilegis i la bellesa abunden a l'Acadèmia Spenser, un internat de Nova Anglaterra (Estats Units) destinat a l'elit dominant de la regió. Dirigida per Renny Harlin, The Covenant narra la història dels Fills d'Ipswich, quatre jvoes estudiants connectats per la seva ascendència sagrada. Com a descendents de les primeres famílies que s'establiren a la Colònia Ipswich a la dècada del 1600, aquests quatre nois tenen poders especials innats. Quan, de sobte, un cinquè descendent es trasllada a viure a la ciutat, comencen a desvelar-se certs secrets que amenacen de trencar el pacte de silenci que ha protegit llurs famílies durant segles.

## Repartiment
- Steven Strait: Caleb Danvers
- Laura Ramsey: Sarah Wenham
- Sebastian Stan: Chase Collins
- Taylor Kitsch: Pogue Parry
- Chace Crawford: Tyler Simms
- Toby Hemingway: Reid Garwin
- Jessica Lucas: Kate Tunney
- Kyle Schmid: Aaron Abbot
- Wendy Crewson: Evelyn Danvers
- Stephen McHattie: William Danvers III
- Kenneth Welsh: Provost Higgins